# Ed Watzke
Ed Watzke (* 1951 in Österreich) ist ein österreichischer Mediator, Sozialarbeiter, Psychotherapeut, Autor, Geschichtenerzähler und Playback-Schauspieler.

## Leben
Ed Watzke studierte Soziologie und Pädagogik an der Universität Wien und wurde dort promoviert. Seit 1985 befriedet er Konflikte im Außergerichtlichen Tatausgleich (vergleichbar dem deutschen Täter-Opfer-Ausgleich) und in Mediationen. Er ist zudem Dozent beziehungsweise Lehrbeauftragter an der Fernuniversität in Hagen, freier Trainer, Supervisor, Coach, Geschichtenerzähler und sucht als Kulturwissenschaftler die Verbindung von Kunst/Poesie und Wissenschaft. Er lebt in Wien.

## Mediations- und Therapie-Methoden
Aus seiner Praxis mit mehr als 2.000 Konflikt-Fällen entwickelte er Ansätze und Methoden für die Mediation, die auch in der Psychotherapie oder anderen therapeutischen Settings anwendbar sind.
Neben dem Vorgehen für die Co-Mediation Gemischtes Doppel inklusive des Reflecting Team-Ansatzes entwickelte er für Einzel-Mediatoren oder -Therapeuten die Tandem genannte Klienten-Platzierung und Gesprächsform.
Ein seiner Ansicht nach bedeutendes von ihm veröffentlichtes Vorgehen ist die Metapherbrücke. Diese stellt er in seinem Buch Wahrscheinlich hat diese Geschichte gar nichts mit Ihnen zu tun… vor. Die Metapherbrücke schaltet den in der Mediation üblichen Phasen einen moderierten Prozess zur Friedens-Findung und -Sicherung vor. Damit erfragt, prüft und sichert der Mediator, dass die Medianten auch wirklich eine Lösung des Konfliktes wollen und fähig sind, diese (gegebenenfalls mit Unterstützung) zu finden. Völlig unabhängig vom Inhalt des Streites oder Problems will die Metapherbrücke die Medianten erst einmal zu einem friedlichen, konstruktiven Umgang bringen. Erst dann werden die (dann noch offenen) inhaltlichen Fragen angegangen. Ein Zitat von Watzke dazu lautet: „Wir Menschen zeigen eine erstaunliche hohe Bereitschaft, vieles in den Krieg zu investieren. Wir gehen jedoch davon aus, dass der Friede umsonst zu sein hat oder dass dafür ausschließlich die gegnerische Seite aufkommen soll. Aus langjähriger Erfahrung als Mediator weiß ich jedoch, dass wechselseitiges Auflisten von Forderungen, Vorwürfen, Verletzungen, Schuldzuweisungen etc. nicht auf den Friedenspfad führt. Frieden ist vorerst kein ‚Win-Win-Geschäft‘, sondern ein ‚Pay-Pay-Geschäft‘. Nicht Festhalten, Loslassen ist angesagt, eine Kunst, die uns das Leben oft trotz unserer beharrlichen Weigerung lehrt.“ In seinen Methoden und seinem Vorgehen nutzt Ed Watzke den von Frank Farrelly entwickelten Provokativen Stil. Er sieht Humor als die kürzeste Brücke zwischen zwei Menschen und bringt die Medianten durch Erzählungen, Metaphern, Sprüche und Aphorismen zum Nachdenken, Umdenken und möglichst Verhaltenswandel bezüglich des Konfliktes.
Die von Watzke gewonnenen Erkenntnisse und die von ihm entwickelten Methoden gehören zur Basis beim Vorgehen im Täter-Opfer-Ausgleich, sind Bestandteil von Mediations-Ausbildungen, finden sich in der allgemeinen oder speziellen Mediations-Literatur wieder und werden von den Mediations-Verbänden referenziert.

## Playback-Theater
Gemeinsam mit Aniko Kaposvari gründete und führt Ed Watzke das „Adhoc-Theater Wien“. Dies ist eine Playback-Theater-Gruppe, die den Zuschauern anbietet, deren Geschichten zu inszenieren und darzustellen (eine spezielle Form des Improtheaters, verwandt mit dem Theatersport).

## Werke
- Sucht mich nicht, ich bin im Hotel Siller. Schlüsselszenen aus dem Leben eines Einbrechers. Picus Verlag, Wien 1991, ISBN 3-85452-226-6
- Äquilibristischer Tanz zwischen Welten: Auf dem Weg zu einer transgressiven Mediation Forum Verlag Godesberg, Mönchengladbach 1997, ISBN 3-930982-05-6
- Wahrscheinlich hat diese Geschichte gar nichts mit Ihnen zu tun … – Geschichten, Metaphern, Sprüche und Aphorismen in der Mediation, Forum Verlag Godesberg, Mönchengladbach 2008, ISBN 978-3-936999-40-2